# Mecyna pontica
Mecyna pontica là một loài bướm đêm trong họ Crambidae.